# Mięsień pochyły środkowy
Mięsień pochyły środkowy (łac. musculus scalenus medius), mięsień pochyły pierwszego żebra (musculus scalenus primae costae) – mięsień kręgowców, zaliczany do mięśni głębokich szyi.
Mięsień ten jest najbardziej powszechnie występującym z mięśni pochyłych. Leży grzbietowo w stosunku do tętnicy obojczykowej i sięga od pierwszego żebra do wyrostków poprzecznych kręgów szyjnych. Przy obustronnym skurczu zgina szyję, a przy jednostronnym skręca ją w bok.
U kopytnych niedaleko pierwszego żebra oddziela się od tego mięśnia niewielkie pasmo określane jako mięsień pochyły najmniejszy (musculus scalenus minimus).
U człowieka bierze początek na wyrostkach poprzecznych wszystkich kręgów szyjnych, a kończy się na górnej powierzchni pierwszego żebra, tuż za mięśniem pochyłym przednim. Jak inne mięśnie pochyłe, unaczyniony jest przez gałęzie tętnicy podobojczykowej, a unerwiony przez krótkie gałęzie odchodzące od splotu szyjnego i splotu ramiennego. Gdy kręgosłup jest ustalony, mięśnie pochyłe unoszą żebra i działają jako pomocnicze mięśnie wdechowe. Działając jednostronnie na kręgosłup, odwodzą go w stronę, po której działają, a działając obustronnie, zginają kręgosłup w przód.